# 啟帆
啟帆集團有限公司，簡稱啟帆集團（英語：YARDWAY GROUP LIMITED，港交所除牌時0646.HK），在1989年，當時由方傑華創立，名為「啟帆有限公司」。
現時業務從事車辆、机器、设备、零件等销售及工程服务业务，當時在2002年3月28日於香港交易所主板上市，招股價為0.5港元，發行股份為100,000,000股，集資額為50,000,000港元。
而過去曾被廉政公署調查，於是在2009年3月17日起停牌，最後因為廉政公署對與中新地產集團（上實城市開發前身，0563.HK）事件無關，則在2009年12月23日復牌。
而在2009年11月，君圖國際控股有限公司進行全面收購股權，2010年12月30日，更名為中國環保科技控股有限公司。最後在2012年5月30日，已被中國環保科技控股有限公司全面出售該類股份。

## 連結
- 7633.tradebig.com（页面存档备份，存于）